# Bundesliga Femenina 2022-23
La Bundesliga Femenina 2022-23 es la 33.ª edición de la máxima categoría de la liga de fútbol femenino de Alemania. Comenzó el 16 de septiembre de 2022 y terminó el 29 de mayo de 2023.

## Equipos
| Equipo              | Ciudad                | Estadio                  | Capacidad |
| ------------------- | --------------------- | ------------------------ | --------- |
| VfL Wolfsburgo      | Wolfsburgo            | AOK Stadium              | 5.200     |
| FC Bayern Múnich    | Munich                | FC Bayern Campus         | 2.500     |
| 1899 Hoffenheim     | Hoffenheim            | Dietmar Hopp Stadion     | 6.350     |
| Turbine Potsdam     | Potsdam               | Karl-Liebknecht-Stadion  | 10.787    |
| SGS Essen           | Essen                 | Stadion Essen            | 20.650    |
| Eintracht Fráncfort | Fráncfort del Meno    | Stadion am Brentanobad   | 5.650     |
| SC Friburgo         | Friburgo de Brisgovia | Schwarzwald-Stadion      | 24.000    |
| MSV Duisburgo       | Duisburgo             | PCC-Stadion              | 3.000     |
| SV Meppen           | Meppen                | Hänsch-Arena             | 16.500    |
| Bayer 04 Leverkusen | Leverkusen            | Ulrich-Haberland-Stadion | 3.200     |
| 1. FC Colonia       | Colonia               | Franz-Kremer-Stadion     | 5.457     |
| Werder Bremen       | Bremen                | Weserstadion Platz 12    | 5.500     |

## Clasificación
|                                                       | Equipo              | Puntos | J  | G  | E | P  | GF | GC | DG  |
| ----------------------------------------------------- | ------------------- | ------ | -- | -- | - | -- | -- | -- | --- |
| 1                                                     | FC Bayern Múnich    | 59     | 22 | 19 | 2 | 1  | 67 | 8  | 59  |
| 2                                                     | VfL Wolfsburg       | 57     | 22 | 19 | 0 | 3  | 75 | 17 | 58  |
| 3                                                     | Eintracht Frankfurt | 54     | 22 | 17 | 3 | 2  | 57 | 22 | 35  |
| 4                                                     | 1899 Hoffenheim     | 48     | 22 | 15 | 3 | 4  | 55 | 25 | 30  |
| 5                                                     | Bayer 04 Leverkusen | 30     | 22 | 9  | 3 | 10 | 31 | 28 | 3   |
| 6                                                     | SC Friburgo         | 24     | 22 | 7  | 3 | 12 | 36 | 47 | -11 |
| 7                                                     | SGS Essen           | 23     | 22 | 6  | 5 | 11 | 26 | 42 | -16 |
| 8                                                     | Werder Bremen       | 21     | 22 | 5  | 6 | 11 | 16 | 39 | -23 |
| 9                                                     | 1. FC Colonia       | 19     | 22 | 5  | 4 | 13 | 20 | 44 | -24 |
| 10                                                    | MSV Duisburgo       | 18     | 22 | 5  | 3 | 14 | 15 | 47 | -32 |
| 11                                                    | SV Meppen           | 17     | 22 | 5  | 2 | 15 | 16 | 40 | -24 |
| 12                                                    | Turbine Potsdam     | 8      | 22 | 2  | 2 | 18 | 13 | 68 | -55 |
| Fuente: Bundesliga Femenina; actualización automática |                     |        |    |    |   |    |    |    |     |

Los tres primeros clasificados se clasifican a la Liga de Campeones Femenina de la UEFA; a la fase de grupos, segunda y primera ronda respectivamente. Los dos últimos descienden a segunda división.
Criterios de clasificación: 1) Puntos; 2) Diferencia de goles; 3) Goles anotados; 4) Puntos cara a cara; 5) Diferencia de goles cara a cara; 6) Goles anotados cara a cara; 7) Goles anotados cara a cara de visitante; 8) Goles anotados de visitante; 9) Playoff

## Resultados
| Local \ Visitante   | BRE | ESS | FRA | FRE | HOF | DUI | KÖL | LEV | MEP | MUN | POT  | WOL |
| ------------------- | --- | --- | --- | --- | --- | --- | --- | --- | --- | --- | ---- | --- |
| Werder Bremen       | —   | 3–2 | 0–2 | 1–2 | 1–1 | 0–0 | 1–0 | 0–2 | 0–0 | 0–2 | 1–1  | 2–3 |
| SGS Essen           | 0–0 | —   | 0–4 | 2–1 | 2–3 | 0–0 | 4–0 | 0–0 | 1–0 | 1–2 | 2–1  | 0–3 |
| Eintracht Frankfurt | 3–1 | 4–1 | —   | 4–1 | 3–3 | 3–2 | 2–0 | 1–0 | 6–0 | 0–0 | 3–0  | 4–0 |
| SC Friburgo         | 1–1 | 5–2 | 2–4 | —   | 0–1 | 4–1 | 1–3 | 3–2 | 3–1 | 0–3 | 0–1  | 0–4 |
| 1899 Hoffenheim     | 4–0 | 2–0 | 3–3 | 3–2 | —   | 7–0 | 4–0 | 3–1 | 4–0 | 0–4 | 6–1  | 1–2 |
| MSV Duisburgo       | 0–1 | 0–6 | 0–1 | 1–1 | 0–1 | —   | 2–1 | 0–1 | 1–0 | 0–4 | 3–0  | 0–3 |
| 1. FC Colonia       | 2–0 | 1–1 | 0–2 | 0–0 | 3–1 | 4–0 | —   | 0–0 | 1–2 | 0–5 | 4–2  | 0–4 |
| Bayer 04 Leverkusen | 0–2 | 6–0 | 2–3 | 2–0 | 0–1 | 2–0 | 1–0 | —   | 0–1 | 0–0 | 3–0  | 1–4 |
| SV Meppen           | 2–0 | 1–1 | 0–1 | 1–2 | 0–2 | 0–2 | 1–0 | 1–2 | —   | 0–2 | 2–0  | 2–3 |
| FC Bayern Múnich    | 3–0 | 2–0 | 2–1 | 8–2 | 1–0 | 4–0 | 4–0 | 2–0 | 3–1 | —   | 11–1 | 1–0 |
| Turbine Potsdam     | 1–2 | 0–1 | 0–3 | 0–5 | 1–3 | 0–3 | 0–0 | 1–5 | 3–1 | 0–3 | —    | 0–2 |
| VfL Wolfsburg       | 8–0 | 4–0 | 5–0 | 2–1 | 1–2 | 4–0 | 7–1 | 6–1 | 3–0 | 2–1 | 5–0  | —   |

## Estadísticas

### Máximas goleadoras
| Puesto | Jugadora        | Club                | Goles |
| ------ | --------------- | ------------------- | ----- |
| 1      | Alexandra Popp  | VfL Wolfsburgo      | 16    |
| 2      | Lara Prašnikar  | Eintracht Frankfurt | 14    |
| 2      | Lea Schüller    | Bayern de Múnich    | 14    |
| 4      | Ewa Pajor       | VfL Wolfsburg       | 12    |
| 5      | Laura Freigang  | Eintracht Frankfurt | 10    |
| 6      | Melissa Kössler | 1899 Hoffenheim     | 9     |
| 6      | Janina Minge    | SC Freiburg         | 9     |
| 8      | Nicole Anyomi   | Eintracht Frankfurt | 8     |
| 8      | Mandy Islacker  | 1. FC Köln          | 8     |
| 8      | Lina Magull     | Bayern de Múnich    | 8     |
| 8      | Ramona Maier    | SGS Essen           | 8     |
| 8      | Erëleta Memeti  | 1899 Hoffenheim     | 8     |